# Anoplocheilus matilei
Anoplocheilus matilei är en skalbaggsart som beskrevs av Franz Antoine och Jean-Pierre Lequeux 2001. Anoplocheilus matilei ingår i släktet Anoplocheilus och familjen Cetoniidae. Inga underarter finns listade i Catalogue of Life.